# أندرو كيتريدغ
أندرو كيتريدغ (بالإنجليزية: Andrew Kittredge) هو لاعب محترف لكرة القاعدة ‏ أمريكي، ولد في 17 مارس 1990 في سبوكين في الولايات المتحدة.

## وصلات خارجية
- أندرو كيتريدغ على موقع دوري كرة القاعدة الرئيسي (الإنجليزية)
- أندرو كيتريدغ على موقع دوري أستراليا لكرة القاعدة (الإنجليزية)
- أندرو كيتريدغ على موقعبيزبول رفرنس.كوم (الدوري الرئيسي) (الإنجليزية)
- أندرو كيتريدغ على موقعبيزبول رفرنس.كوم (الدوري الثانوي) (الإنجليزية)
- أندرو كيتريدغ على موقع إي إس بي إن.كوم (أم.أل.بي) (الإنجليزية)
- أندرو كيتريدغ على موقع مشجعي الرسوم البيانية (الإنجليزية)